# العلاقات الإكوادورية الدومينيكانية
العلاقات الإكوادورية الدومينيكانية هي العلاقات الثنائية التي تجمع بين الإكوادور وجمهورية الدومينيكان.

## مقارنة بين البلدين
هذه مقارنة عامة ومرجعية للدولتين:
| وجه المقارنة                                              | الإكوادور                      | جمهورية الدومينيكان |
| --------------------------------------------------------- | ------------------------------ | ------------------- |
| المساحة (كم2)                                             | 283.56 ألف                     | 48.67 ألف           |
| عدد السكان (نسمة)                                         | 16.62 مليون                    | 10.40 مليون         |
| الكثافة السكانية (ن./كم²)                                 | 58.61                          | 213.68              |
| العاصمة                                                   | كيتو                           | سانتو دومينغو       |
| اللغة الرسمية                                             | اللغة الإسبانية، كيشوا ‏، شوار ‏ | اللغة الإسبانية     |
| العملة                                                    | دولار أمريكي، سوكري إكوادوري   | بيزو دومنيكاني      |
| الناتج المحلي الإجمالي (بليون دولار)                      | 103.06 مليار                   | 75.93 مليار         |
| الناتج المحلي الإجمالي (تعادل القوة الشرائية) بليون دولار | 185.24 مليار                   | 149.89 مليار        |
| الناتج المحلي الإجمالي الاسمي للفرد دولار أمريكي          | 6.21 ألف                       | 6.47 ألف            |
| الناتج المحلي الإجمالي للفرد دولار أمريكي                 | 11.37 ألف                      | 13.26 ألف           |
| مؤشر التنمية البشرية                                      | 0.746                          | 0.715               |
| رمز المكالمات الدولي                                      | +593                           | +1809، +1829، +1849 |
| رمز الإنترنت                                              | .ec                            | .do                 |
| المنطقة الزمنية                                           | 00                             | 00                  |

## مدن متوأمة
في ما يلي قائمة باتفاقيات التوأمة بين مدن إكوادورية ودومينيكانية:
- ترتبط كيتو مع سانتو دومينغو باتفاقية توأمة.

## منظمات دولية مشتركة
يشترك البلدان في عضوية مجموعة من المنظمات الدولية، منها:
| علم المنظمة | اسم المنظمة                                                          | تاريخ انضمام الإكوادور | تاريخ انضمام جمهورية الدومينيكان |
| ----------- | -------------------------------------------------------------------- | ---------------------- | -------------------------------- |
|             | وكالة حظر الأسلحة النووية في أمريكا اللاتينية ومنطقة البحر الكاريبي ‏ | ?                      | ?                                |
|             | المنظمة الهيدروغرافية الدولية                                        | ?                      | ?                                |
|             | الاتحاد البريدي العالمي                                              | ?                      | ?                                |
|             | يونسكو                                                               | 22 يناير 1947          | 4 نوفمبر 1946                    |
|             | البنك الدولي للإنشاء والتعمير                                        | 28 ديسمبر 1945         | 18 سبتمبر 1961                   |
|             | منظمة التجارة العالمية                                               | ?                      | ?                                |
|             | وكالة ضمان الاستثمار متعدد الأطراف                                   | 12 أبريل 1988          | 7 مارس 1997                      |
|             | منظمة الشرطة الجنائية الدولية                                        | ?                      | ?                                |
|             | مؤسسة التمويل الدولية                                                | 20 يوليو 1956          | 31 أكتوبر 1961                   |
|             | الأمم المتحدة                                                        | 21 ديسمبر 1945         | 24 أكتوبر 1945                   |
|             | مؤسسة التنمية الدولية                                                | 7 نوفمبر 1961          | 16 نوفمبر 1962                   |
|             | منظمة حظر الأسلحة الكيميائية                                         | ?                      | ?                                |

## أعلام
هذه قائمة لبعض الشخصيات التي تربطها علاقات بالبلدين:
- خواكين بالاغوار (1 سبتمبر 1906[19][20] – 14 يوليو 2002[19][20][21])

## وصلات خارجية
- موقع وزارة الخارجية الإكوادورية